# Errol (musikalbum)
Errol är musikern och kompositören Eddie Meduzas första studioalbum, släppt 1975 under hans riktiga namn Errol Norstedt. Låtarna är överlag "dansbandslåtar" men vissa har även inslag av country/blues/psykedelisk musik ("Nu e' de' jag") och andra musikstilar. Alla låtar har svensk text, förutom "Operator", som är skriven på engelska.
Låten "Napoleon" finns i två versioner, denna från Errols första skiva, och en senare, med annan text, från "21 värsta!".
Errol återutgavs på CD 2012 samt som LP pressad i färgad vinyl 2015, båda av Sony Music.

## Låtlista
Sida ett
1. "Tampico" - 3:36
2. "Om du ändrar dig" - 2:34
3. "Flickan i huset mitt emot" - 2:49
4. "Går du i tankar" - 3:00
5. "En trevlig röst i telefon" - 3:26
6. "Operator" - 3:26

Sida två
1. "Napoleon" - 3:21
2. "Tretton år" - 3:24
3. "Snus-kig Blues" - 2:10
4. "Här hemma" - 3:17
5. "Trösta mig" - 3:22
6. "Nu e' de' jag" - 2:38

## Medverkande
- Errol Norstedt – sång, akustisk gitarr och elgitarrer, kör
- Anders Henriksson – piano, klaviatur
- Ulf Andersson – saxofon
- Christer Persson – saxofon
- Ola Brunkert – trummor
- Roger Palm – trummor
- Jan Lindgren – steel-gitarr
- Jan Bergman – bas
- Karin Stigmark – kör
- Beverly Glenn – kör
- Agnetha Gilstig – kör